# کلود آلبارد
کلود آلبارد (فرانسوی: Claude Albarède‎; زادهٔ ۲۴ ژانویه ۱۹۳۷) شاعر اهل فرانسه است.
او در سال ۱۹۸۰ جایزه «فرانسوا ویلون» را کسب کرد و برای شعر «گای لوویس-مانو» در سال ۱۹۸۵ جایزه دریافت کرد.
از مجموعه اشعار او می‌توان به Ville و Sonnet d'amour اشاره کرد.